# Операция „Барбароса“
Вижте пояснителната страница за други значения на Барбароса.
Операция „Барбароса“ (на немски: Unternehmen Barbarossa) е кодово име, избрано от германското върховно командване за нападението над Съветския съюз през 1941 г., с което започва Германо-съветската война.
През ноември 1940 г. са начертани плановете и одобрени от Адолф Хитлер в директива № 21, датираща от 18 декември 1940 г. озаглавена Операция „Барбароса“. Предложено е приготовленията за нападението да бъдат завършени до 15 май 1941 г., а до есента немците трябва да напреднат до линията „Архангелск – Астрахан“.
Според военният историк Юлиян Недев отлагането на началото на операцията се дължи на пролетната распутица в Русия, която продължава по-дълго от очакваното - до края на май, и калните морета правят настъпленията на Изток невъзможни и немските военни разузнаване и метеоролози определят средата на юни като най-удобния момент за началото на настъплението срещу СССР. На 22 юни 1941 г., 159 немски дивизии, 42 съюзни, 3.9 милиона мъже с 600 000 моторни превозни средства и 750 000 коне, подкрепени от румънски, италиански и финландски войски, пресичат границата на 2900 километров фронт, най-голямото нахлуване във военната история. Немските войски образуват три основни групировки – Група армии „Север“ трябва да нападне от Източна Прусия до Ленинград за един месец; Група армии „Център“ трябва да предприеме двупосочно настъпление през Минск и Смоленск към Москва; Група армии „Юг“ трябва да превземе Киев, басейна на река Дон и Черноморското крайбрежие. Амбициозната операция за завладяване на източните територии ознаменува началото на ключовата фаза за решаване на победата във войната. Германското нашествие в Съветския съюз води до 95% от всички германски жертви от 1941 до 1944 г.
Операция „Барбароса“ е наименувана в чест на Фридрих I Барбароса, средновековен германски владетел, който според мита ще спаси Германия в нейния час на нужда. Планирането за операцията започва на 18 декември 1940; самата операция продължава от юни до януари 1942. Червената армия с големи усилия отблъсква най-силния удар на Вермахта, след като той се отклонява от Москва и се насочва на югоизток, и Адолф Хитлер не постига очакваната победа, но ситуацията на Съветския също остава бедствена. Тактически германците постигат големи победи и окупират някои от най-важните региони на Съветския съюз, главно в Украинската ССР. Въпреки тези успехи през декември германците са отблъснати при Москва и не съумяват отново да организират едновременна офанзива по целия стратегически германо-съветски фронт.
Операция „Барбароса“ е най-голямата военна операция в човешката история в численост на войските и в жертви. Тя открива Източния фронт, на който са разположени повече войски от който и да е военен театър в световната история. Региони, покрити от операцията, стават място на някои от най-големите битки, с най-голям брой жертви и най-ужасни условия, както за руснаците, така и за германците.
Операцията се проваля по две основни причини: руските ресурси и издръжливост са по-големи от очакваните; самият Хитлер се намесва, давайки заповед за концентриране на войските срещу Москва, след като Ленинград вече е обкръжен, а в същото време придвижва танковите войски от центъра в южна посока за обкръжението на Киев, като по този начин облекчава защитата на Москва. До настъпването на зимата само южната армейска група успява да изпълни първоначалните заповеди.
Провалът на Операция „Барбароса“ води до искания от Хитлер за повече операции в Съветския съюз, които в крайна сметка се провалят, като продължаване на обсадата на Ленинград, битката при Сталинград и Операция Цитадела, сред други битки на окупирана съветска територия.

## Германо-съветски отношения (1939 – 1940)
Германия и Съветският съюз подписват пакт за ненападение, пакта Рибентроп-Молотов, малко преди германското нахлуване в Полша, което е последвано от съветското нахлуване в Полша. Таен протокол на пакта очертава споразумение между Третия Райх и Съветския съюз за разделянето на пограничните страни на техни съответни „сфери на влияние“. Латвия, Естония и Финландия попадат в съветската сфера на влияние. Пактът изненадва света поради взаимната враждебност на двете страни и техните съревноваващи се идеологии. В резултат на пакта Германия и Съветския съюз имат относително силни дипломатически връзки и важно икономическо взаимоотношение. Двете страни подписват търговски пакт през 1940, според което руснаците получават германско военно и индустриално оборудване в замяна на суровини като петрол и пшеница, за да се помогне на Германия да заобиколи британската блокада.
Въпреки взаимоотношенията между двете страни всяка от тях дълбоко подозира намеренията на другата. След като Германия влиза в Пакта на Оста с Япония и Италия, тя започва преговори за потенциално съветско влизане в пакта. След двудневни разговори от 12 – 14 ноември, Германия предлага писмено споразумение за съветско влизане в Оста. Съветският съюз предлага писмено контраспоразумение на 25 ноември 1940, на което Германия не отговаря. Като двете страни започват да се сблъскват в Източна Европа, конфликтът изглежда по-вероятен, макар че подписват погранично и търговско споразумение, решаващо няколко отворени въпроса през януари 1941.

### Германия планира нашествието
Репутацията на Йосиф Сталин като брутален диктатор допринася както за оправдаването на нападението от германците, така и за вярата им в успеха. Към края на 1930-те години много компетентни и опитни военни офицери са убити в Голямата чистка, оставяйки Червената армия отслабена и без лидери. Германците често наблягат на бруталността на съветския режим, когато насочват пропаганда към славяните. Германската пропаганда твърди, че Червената армия се готви да ги нападне и тяхното собствено нашествие е представено като превантивен удар.
В лятото на 1940, когато назряват суровинни кризи за германците и потенциален сблъсък със Съветския съюз за територия на Балканите, нашествие в Съветския съюз изглежда все повече като единственото решение за Хитлер. Макар да не се правят все още конкретни планове, Хитлер казва на един от генералите си през юни, че победите в Западна Европа „най-сетне освобождават ръцете му за неговата важна истинска задача: конфронтацията с болшевизма“, въпреки че германски генерали казват на Хитлер, че окупиране на Западна Русия ще създаде „повече изтощаване, отколкото облекчение за икономическата ситуация на Германия“. Фюрерът очаква допълнителни ползи:
- Когато Съветският съюз бъде победен, недостигът на работна ръка в германската индустрия ще бъде облекчен чрез демобилизация на много войници.
- Украйна ще бъде надежден източник на земеделски продукти.
- Съветският съюз като източник на принудителен труд под германско управление ще донесе огромно подобрение на германската геостратегическа позиция.
- Победата над Съветския съюз още повече ще изолира Великобритания.
- Германската икономика се нуждае от повече петрол и контролирането на петролните полета на Баку ще постигне това; както Алберт Шпеер, германският министър за въоръженията и военната продукция, по-късно казва при разпит, „нуждата от петрол със сигурност беше основен мотив“ в решението да се нападне.[40]

На 5 декември 1940 Хитлер получава военни планове за нашествието и ги одобрява всичките, като началото е насрочено за май 1941. На 18 декември Хитлер подписва Военна директива № 21 за Германското висше командване за операция с кодово наименование „Операция „Барбароса“, заявявайки: „Германският Вермахт трябва да бъде готов да смаже Съветска Русия в бърза кампания“. Операцията е наименована в чест на император Фридрих I Барбароса, водач на Трети кръстоносен поход през 12 век. Датата за нашествието е зададена за 15 май 1941. В Съветския съюз, говорейки пред генералите си през декември, Сталин споменава призивите на Хитлер за атака срещу Съветския съюз в Mein Kampf и казва, че винаги трябва да са готови да отблъснат германска атака и че Хитлер мисли, че на Червената армия ще са необходими четири години да се подготви. Следователно „ние трябва да се подготвим много по-рано“ и „ще се опитаме да отложим войната с още две години“.
През есента на 1940 високопоставени германски служители изготвят меморандум за рисковете от нашествие в Съветския съюз. Според тях Украйна, Беларус и Балтийските страни ще се превърнат в икономическа тежест за Германия. Друг германски служител твърди, че руснаците в тяхната настояща бюрократична форма се безобидни, а окупацията няма да донесе полза за Германия.
Хитлер не приема рисковете, посочвани от германските икономисти и казва на Херман Гьоринг, че „отсега нататък няма да слуша повече такова говорене и ще запуши уши, за да получи умствен покой“. Това е предадено на генерал Георг Томас, подготвил доклад за отрицателни икономически последици от нашествие в Съветския съюз, освен ако икономиката му не остане невредима и нефтените залежи в Кавказ не бъдат завзети с първия удар и той внася корекции, за да задоволи Хитлер.
През лятото на 1941 германският идеолог Алфред Розенберг предлага завоюваната съветска територия да бъде администрирана в следните Райхскомисариати:
- Ostland (Балтийските страни и Беларус, разпрострян на изток с около 500 km)
- Ukraine (Украйна, уголемена на изток до Волга)
- Kaukasus (Южна Русия и региона на Кавказ)
- Moskowien (Московската метрополна зона и остатъка от Европейска Русия)
- Turkestan (Централноазиатските републики и територии)

Германската политика цели да унищожи политически Съветския съюз в съответсвие с империалистическата идея за „жизнено пространство“ („Натиск на изток“) за ползата на бъдещи поколения „Нордическа арийска господарска раса“.
| „            | Трябва само да ритнем вратата и цялата гнила структура ще се срути. | “ |
| Адолф Хитлер |                                                                     |   |

Операция „Барбароса“ трябва да комбинира северна атака срещу Ленинград, символично превземане на Москва и икономическа стратегия за завземане на петролните полета на юг от Украйна. Хитлер и неговите генерали имат разногласия относно кои от тези аспекти да получат приоритет и къде Германия да фокусира енергията си. Хитлер счита себе си за политически и военен гений. Докато планира „Барбароса“ през 1940 – 1941 в много дискусии с генералите си Хитлер повтаря: „Първо Ленинград, второ Донецкия басейн, трето Москва“. Хитлер е убеден, че Великобритания ще поиска мир веднага щом германците триумфират в Съветския съюз, истинската зона на германските интереси. Генерал Франц Халдер отбелязва в дневниците си, че чрез унищожаване на Съветския съюз, Германия ще унищожи последната надежда на Великобритания за победа.
Хитлер придобива увереност от бързите успехи в Западна Европа и некомпетентността на Червената армия в Зимната война срещу Финландия през 1939 – 1940. Той очаква победа за няколко месеца и не се подготвя за война, продължаваща през зимата, така че неговите войници нямат нито топли дрехи, нито готовност за дълга кампания, когато започват атаката. Предположението, че Съветският съюз ще капитулира бързо, се оказва негова фатална грешка.

## Германска подготовка
| „            | Когато започне Барбароса, светът ще затаи дъх и няма да коментира. | “ |
| Адолф Хитлер |                                                                    |   |

Германците започват да събират войски пред съветската граница още преди кампанията на Балканите да е завършила. До третата седмица на февруари 1941 г., 680 000 германски войски са разположени на румънско-съветската граница. В подготовка на настъплението Хитлер придвижва 3,2 милиона германски войници и около 500 хил. войници на Оста на съветската граница, изпраща множество разузнавателни мисии над съветска територия и натрупва припаси на Изток. При все това руснаците са изненадани, най-вече заради убеждението на Сталин, че е малко вероятно Третият Райх да нападне само две години след подписването на пакта Рибентроп-Молотов. Съветският лидер също вярва, че е по-вероятно германците да привършат войната си с Великобритания, преди да отворят нов фронт. Той отказва да повярва на поредица предупреждения от разузнавателните си служби за струпването на германски сили, страхувайки се, че докладите на британците са дезинформация с цел подклаждането на война между Германия и СССР.
Шпионинът д-р Рихард Зорге съобщава точната дата на нападението, но тъй като той и други информатори (напр. Берлинската полиция) са давали преди това различни дати за нашествието, сигналите им са пренебрегнати. Няколко месеца преди 22 юни 1941 британското разузнаване, събиращо информация чрез криптоанализ Ултра, също предупреждава Съветския съюз за предстоящо нападение.
Германците започват операции за заблуждение от април 1941, за да добавят тежест към твърденията им, че Великобртитания е реалната цел: Операции Акула (Haifisch) и Харпун (Harpune). Те симулират приготовления в Норвегия и брега на Ла Манша. Има поддържащи дейности като концентрации на кораби, разузнавателни полети и учения. Някои подробности за тези фалшиви планове за нашествие преднамерено са изпуснати.
Германските военни също разучават проваленото нашествие на Наполеон в Русия. Според техните предвиждания има малка вероятност от големомащабно отстъпление на съветската армия във вътрешността на Русия, тъй като тя не може да си позволи да предаде Балтийските страни, Украйна и Московския и Лениградския регион, защото всичките са жизненоважни за Червената армия за снабдяване и следователно ще трябва да бъдат отбранявани.
Стратегията, одобрена от Хитлер и неговите генерали, включва три отделни групи армии – „Север“, „Център“ и „Юг“ – със задача да превземат определени региони и градове на Съветския съюз. Основните германски нападения се провеждат по исторически пътища за настъпление. Група армии „Север“ трябва да премине през Балтийските страни в Северна Русия и да превземат или унищожат град Ленинград (Санкт Петербург). Група армии „Център“ ще напредне към Смоленск и след това Москва, преминавайки през Беларус и западните централни региони на самата Русия. Група армии „Юг“ трябва да нападне гъсто населената земеделска централна област Украйна, да превземе Киев преди да продължи на изток през степите на южния СССР към Волга с цел контрол над богатия на петрол Кавказ.
Хитлер, ОКВ и различните висши командвания не постигат съгласие относно основната цел. Подготвяйки се за „Барбароса“, повечето от ОКВ се застъпват за директно нападение към Москва, но Хитлер продължава да налага намерението си да превземе богатата на ресурси Украйна и Прибалтика преди да се концентрират върху съветската столица. Първоначалното отлагане на „Барбароса“ от средата на май до 22 юни може да е било незначително, особено след като руският кален сезон закъснява през тази година. Повече време се губи обаче в различни критически моменти, когато Хитлер и ОКВ забавят операциите, за да спорят върху стратегическите цели.
Германците също решават да докарат ариергардни сили (най-вече части на Вафен-СС и Айнзацгрупен) в завладените територии, за да се противопоставят на действията на съветски партизани, каквито очакват да избухнат в зоните, които контролират.

## Съветска подготовка
Въпреки оценките на Хитлер и други в германското висше командване, Съветският съюз не е никак слаб. Бързата индустриализация през 1930-те води до индустриално производство, предшествано само от това на САЩ и равно на Германия. Производството на военно оборудване расте стабилно и в предвоенните години икономиката става прогресивно по-ориентирана към военно производство. В началото на 30-те години е развита много модерна операционна доктрина за Червената армия, която е разпространена в полевите регулации от 1936.
На 5 май 1941 Сталин изнася реч пред випускниците на военните академии в Москва, заявявайки: „Войната с Германия е неизбежна. Ако другарят Молотов може да успее да отложи войната с два или три месеца, това ще бъде за наше щастие, но самите вие трябва да отидете и да вземете мерки за повишаване на боеготовността на нашите сили“.
|                        | 1 януари 1939 | 22 юни 1941 | % увеличение |
| ---------------------- | ------------- | ----------- | ------------ |
| Дивизии                | 131.5         | 316.5       | 140.7        |
| Личен състав           | 2 485 000     | 5 774 000   | 132.4        |
| Оръдия и минохвъргачки | 55 800        | 117 600     | 110.7        |
| Танкове                | 21 100        | 25 700      | 21.8         |
| Самолети               | 7700          | 18 700      | 142.8        |

Според Тейлър и Проктър (1974), съветските въоръжени сили в западните окръзи са с по-малка численост, 2,6 милиона съветски войници срещу 3,9 милиона за Германия и съюзниците ѝ. Цялостният размер на съветските въоръжени сили в началото на юли 1941 обаче е малко повече от 5 милиона мъже, 2,6 милиона на запад, 1,8 милиона в Далечния изток, а останалите са разположени или се обучават другаде. Цифрата за съветската сила в западните окръзи обаче брои само Първия стратегически ешелон, който е стациониран на и зад западната съветска граница до дълбочина от 400 km; според други данни числеността на Първия стратегически ешелон е 2,9 милиона. Цифрата не включва по-малкия Втори стратегически ешелон, който на 22 юни 1941 е в процес на придвижване към границата; според съветския стратегически план, той трябва да бъде в позиция да подкрепи Първия стратегически ешелон до началото на юли. 3,3 милиона германски войски са определени за участие в „Барбароса“, но тази цифра включва резерви, които не участват в първоначалното нападение. Още 600 хил. войници от съюзниците на Германия също участват, но повечето след първоначалното нападение.
На 22 юни германският Вермахт постига местно предимство в първоначалното си нападение (159 германски дивизии), включително 29 бронирани и моторизирани дивизии, над 90% от мобилните му сили, нападайки по 2900-километров фронт между Балтийско море и Карпатите срещу погранични войски на НКВД и дивизиите на съветския Първи операционен ешелон (частта на Първия стратегически ешелон, стационирана непосредствено зад границата в трите западни специални военни окръзи), защото е завършил разгръщането си и е в готовност за нападение около две седмици преди планираното разгръщане на Втори стратегически ешелон на Червената армия. По онова време 41% от стационарните съветски бази са разположени в окръзи близо до границата, много от тях в 200-километровата ивица около границата; според директива на Червената армия там са концентрирани и гориво, оборудване, вагони и т.н.
При мобилизацията с продължение на войната Червената армия стабилно повишава броя си. Общо взето кампанията от 1941 се води с леко числено предимство на фронта за Германия. Според Михаил Мелтюков (2000:477), в началото на войната Червената армия наброява 5 774 211 войници: 4 605 321 сухопътни сили, 475 656 въздушни сили, 353 752 във флота, 167 582 гранични войски и 171 900 Вътрешни войски на НКВД.
В някои ключови оръжейни системи обаче съветското числено превъзходство е значително. При танковете например Червената армия има голямо количествено предимство. Тя притежава 23 106 танка, от които около 12 782 са в Западните военни окръзи (три от които са директно изправени пред фронта на германското нахлуване). Стандартите по поддръжка и готовност обаче са ниски; липсват боеприпаси и радиоапаратура и в много части липсват камиони за презареждане отвъд основното зареждане с гориво и боеприпаси.
Също така от 1938 руснаците частично са разпръснали танковете си към пехотни дивизии за поддръжка на пехотата, но след изпитанията в Зимната война и германската кампания срещу Франция, започват да подражават на германците и да организират повечето си бронирани сили в големи бронирани дивизии и корпуси. Тази реорганизация е само частично въведена в действия в зората на „Барбароса“, тъй като не са налични достатъчни танкове, за да се попълнят механизираните корпуси до необходимата сила.
Германският Вермахт има общо 5200 танка, от които 3350 са дислоцирани за операцията. Това дава баланс на непосредствено наличните танкове от около 4:1 в полза на Червената армия. Най-модерните съветски танкови модели обаче, Т-34 и КВ-1, не са налични в голям брой в началото на бойните действия и начисляват 7,2% от цялата съветска танкова сила.
Численото предимство на руснаците в тежко оборудване е компенсирано от далеч по-висшето обучение и готовност на германските сили. Съветският офицерски корпус и висше командване са покосени от Голямата чистка на Сталин (1936 – 1938). След чистките оцеляват само шестима генерали от 90 арестувани, 36 от 180 дивизионни командири и само седем от 57 командири на корпус. Екзекутирани са общо около 30 000 души от личния състав на Червената армия, а още повече са депортирани в Сибир и са заменени с офицери, считани за „политически надеждни.“ Трима от петимата маршали са разстреляни. Това оставя по-млади, но неопитни офицери на техните места. През 1941 75% от офицерите на Червената армия са на поста си по-малко от година. Средният съветски командир на корпус е с 12 години по-млад от средния германски командир на дивизия. Тези офицери по-неохотно вземат инициативата и често им липсва необходимото обучение.
Числеността на самолетите също е далеч в съветска полза. Съветските самолети обаче са в голямата си част остарели, а на съветската артилерия ѝ липсват модерни техники за контрол на огъня. Съветските части не са подготвени за нахлуването и много от самолетите им са подредени един до друг по летищата, което ги прави по-лесни цели за Луфтвафе в първите дни на конфликта. Преди нахлуването на Съветските военновъздушни сили е забранено да свалят разузнавателни самолети на Луфтвафе, въпреки стотиците техни разузнавателни набези.
Съветското военно усилие в първата фаза на Източния фронт е силно затруднено от недостига на съвременни самолети. Съветските изтребителни сили са оборудвани с голям брой морално остарели самолети като бипланите И-15, И-153 и моноплана И-16. През 1941 по-съвременните МиГ-3, ЛаГГ-3 и Як-1 са в началото на производството си, но са далеч по-слаби в цялостни експлоатационни качества от основния немски изтребител Messerschmitt Bf 109. Много малко самолети имат радиооборудване, а това, което е в наличност, е некриптирано и ненадеждно. Слабото представяне на ВВС по време на Зимната война с Финландия е увеличила увереността на Луфтвафе, че руснаците може да бъдат покорени. Стандартът за обучение на пилотите също е нисък. Заповед No 0362 на Народния комисар по отбраната от 22 декември 1940, заповядва ускоряването и скъсяването на летателното обучение. При наличност от 201 МиГ-3 и 37 МиГ-1 в бойна готовност, на 22 юни 1941 само четирима пилоти са обучени да летят с тези машини.
В резултат макар и на хартия Червената армия да изглежда поне равна на германската армия през 1941 г., реалността е съвсем различна – некомпетентните офицери, както и частичният недостиг на оборудване, недостатъчната моторизирана логистична поддръжка и слабото обучение поставят Червната армия в много неизгодно положение.

### Теория за съветско офанзивно планиране
Непосредствено след германското нахлуване в СССР Адолф Хитлер излага тезата, че Червената армия е направила обширни приготовления за офанзивна война в Европа, оправдавайки по този начин германското нападение като превантивен удар. След войната това гледище е представено от някои лидери на Вермахта като Вилхелм Кайтел.
Тази теза е повторена през 1980-те години. Открито е предложение, подадено от Жуков и подписано от Василевски и Ватутин, което предлага тайна мобилизация и дислоциране на войските на Червената армия на западната граница под прикритието на учения. Предложената цел на операцията е да се отреже Германия от съюзниците ѝ и особено от петролните полета на Румъния, от които се нуждае, за да води войната:
| “ | С оглед на факта, че Германия в настоящето държи армията си напълно мобилизирана с дислоцирани ариергардни служби, тя има капацитета да се разгърне преди нас и да удари внезапно. За да се предотврати това, считам за важно да не се остави операционната инициатива на германското командване при каквито и да е обстоятелства, а да се очаква врага и да се нападне германската армия когато е в процес на дислоциране и преди да има време да организира фронта си и координацията на различните си части. | ” |

Историците спорят дали Сталин планира инвазия на германска територия през лятото на 1941 г. Дебатът започва в края на 1980-те години, когато Виктор Суворов публикува статия в списание, а по-късно и книгата „Ледоразбивачът“, в която твърди, че Сталин вижда избухването на войната в Западна Европа като възможност за разпространение на комунистическите революции из целия континент и че съветските войски са разположени за предстояща атака по време на германската инвазия. Тази гледна точка е изтъкната и от бившите германски генерали след войната. Тезата на Суворов е напълно или частично приета от ограничен брой историци, включително Валери Данилов, Йоахим Хофман, Михаил Мелтюхов и Владимир Невежин, и привлича общественото внимание в Германия, Израел и Русия. Тази идея е категорично отхвърлена от повечето историци, и „Ледоразбивачът“ обикновено се счита за „антисъветски трактат“ в западните страни. Дейвид Гланц и Габриел Городецки написват книги, за да опровергаят аргументите на Суворов. Мнозинството историци смятат, че Сталин се стреми да избегне войната през 1941 г., тъй като вярва, че съветската армия не е готова да се бие с германските сили. Дебатът дали Сталин възнамерява да започне настъпление срещу Германия през 1941 г. остава неубедителен, но създава изобилие от научна литература и е помогнал за разширяване на разбирането на по-големи теми от съветската и световната история през междувоенния период.

## Ход на военните действия
Съгласно плана „Барбароса“ към 22 юни 1941 г. до границата на Съветския съюз са съсредоточени 180 дивизии (от тях 19 танкови и 14 механизирани), 4 въздушни флота, финландски и румънски войски. Цялата групировка включва 3,9 млн. души,3600 танка, повече от 46000 полеви оръдия и минохвъргачки и около 4400 бойни самолета.
В 2 часа през нощта на 21 срещу 22 юни в щабквартирата на ОКВ (Върховното Главнокомандване на Вермахта) се получава следната шифрограма: „По целия Източен фронт се води масирана артилерийска подготовка във взаимодействие с бомбардировъчната авиация, която поразява цели на територията на противника. Танковете се изнасят на рубеж“.
Рано сутринта на 22 юни 1941 въоръжените сили на Нацистка Германия (Вермахтът) нападат СССР, след като обявяват война. Три групи армии – „Север“, „Център“ и „Юг“ атакуват Червената армия, насочвайки ударите си съответно към Ленинград, Москва и Киев. Внезапният удар на танковете, артилерията, пехотата и авиацията по целия фронт от Северния ледовит океан до Черно море сварва неподготвени съветските войски и позволява на силите на Оста да навлязат дълбоко на съветска територия.
В резултат на Голямата чистка Червената армия изпитва остър недостиг от способни командири, а поради последователното пренебрегване от Сталин на явните доказателства за готвеното германско нахлуване, съветските армии не са разгърнати за отбрана, частите не са доокомплектовани, липсват достатъчно противотанкови и противосамолетни средства. Освен това заповедта за привеждане на войските в състояние на пълна бойна готовност е издадена едва вечерта на 21 юни, когато от граничните постове с тревога съобщават в Москва, че германски войски приближават границата, разгърнати в боен ред.
Фюрерът Адолф Хитлер изнася реч от трибуната на Райхстага:
| “ | Германски народе! В този момент се извършва един военен поход‚ по обхват и размер най-големият‚ който досега светът е виждал. На Северния ледовит океан стоят бойците на победителя от Нарвик‚ рамо до рамо със своите финландски бойни другари. Германските дивизии, водени от победителя на Норвегия, сега защитават финландската земя заедно с командваните от техния маршал финландски герои на свободата. Формациите на германския Източен фронт се простират от Източна Прусия чак до Карпатите. Под командата на държавния глава Антонеску германски и румънски войници се обединяват на бреговете на Прут‚ по долното течение на Дунав‚ чак до бреговете на Черно море. Задачата на този фронт е не само защитата на отделните страни‚ а сигурността на Европа и с това спасението на всички. Затова днес реших отново да поставя съдбата и бъдещето на германския Райх и народа ни в ръцете на нашите войници. Нека Бог да ни помогне в този извънредно важен бой! | ” |

### Група армии „Север“
Срещу Група армии „Север“ са две съветски армии. ОКХ на Вермахта хвърля 4-та танкова група със сила от 600 танка в стика между двете съветски армии в този сектор. Целта на 4-та танкова група е да прекоси реките Неман и Даугава, които са двете най-големи пречки пред напредването към Ленинград. В първия ден танковете прекосяват р. Неман и проникват 80 км. Близо до Расейняй; бронираните части са контраатакувани от 300 танка на 3-ти и 12-и Съветски механизиран корпус. Нужни са четири дни за обкръжението и унищожението на съветските танкове, на които липсват гориво, боеприпаси и координация. До края на първата седмица Съветския механизиран корпус е загубил 90% от силата си. Панцерните групи тогава прекосяват Даугава близо до Даугавпилс. Германците сега са на ударно разстояние от Ленинград. Поради влошената логистична ситуация обаче Хитлер нарежда на танковите групи да задържат позициите си докато пехотните формации ги настигнат. Заповедите за спиране продължават над седмица, което дава възможност на руснаците да изградят отбрана около Ленинград и по брега на река Луга. Още повече усложнявайки съветската позиция на 22 юни започва антисъветското Юнско въстание в Литва и на следващия ден е обявена независима Литва. Около 30 000 литовски бунтовници влизат в сражение с Червената армия, като към тях се присъединяват етнически литовци от Червената армия. С пристигането на германците още по на север въоръжена съпротива срещу руснаците избухва и в Естония. Битката за Естония завършва на 7 август, когато 18-а Армия достига брега на Финския залив.

### Група армии „Център“
Срещу Група армии „Център“ са четири съветски армии: 3-та, 4-та, 10-а и 11-а. Съветските армии окупират дъга, издадена в германска територия с център Бялисток. Отвъд Бялисток е Минск, столица на Белоруската съветска социалистическа република и ключов железопътен възел. Целта на двете танкови групи на Група армии „Център“ е да се срещнат при Минск, лишавайки Червената армия от маршрут за бягство от дъгата. 3-та танкова група пробива съединителната точка на два съветски фронта в северната част на дъгата и прекосява р. Неман докато 2-ра танкова група прекосява р. Буг в южната част. Докато танковите групи осъществяват пробива, пехотните армии на Група армии „Център“ атакуват дъгата, обкръжавайки съветските войски в Бялисток.
Москва първоначално не схваща измеренията на катастрофата, сполетяла Съветския съюз. Маршал Тимошенко заповядва на всички съветски сили да предприемат генерална контраофанзива, но с унищожаването на депата с припаси и пълен крах на комуникациите некоординираните атаки се провалят. Жуков подписва Директива на Народния комисариат по отбраната No. 3 (по-късно той твърди, че го е направил под натиск от Сталин), която заповядва на Червената армия да започне офанзивата. Той заповядва на войниците „да обкръжат и унищожат вражеската групировка близо до Сувалки и да превземат региона на Сувалки до вечерта на 26 юни“ и „да обкръжат и унищожат вражеската групировка, нападаща в посока Владимир-Волиния и Броди“ и дори „да превземат региона на Люблин до вечерта на 24.6“ Тази маневра се проваля и дезорганизираните части на Червената армия скоро са унищожени от силите на Вермахта.
На 27 юни, 2-ра и 3-та танкова групи се срещат при Минск, напредвайки 320 km в съветска територия и са на една трета от пътя до Москва. В огромния „чувал“ между Минск и полската граница са обкръжени остатъците от 32-ра съветска стрелкова, 8-а танкова, както и по една моторизирана, кавалерийска и артилерийска дивизия.

### Група армии „Юг“
На юг срещу Група армии „Юг“ са три съветски армии, 5-а, 6-а и 26-а. Съветските командири реагират бързо и германците са изправени от решителна съпротива от началото. Германските пехотни части нанасят удар в стиковете между тези армии докато 1-ва танкова група прокарва бронираното си острие от 600 танка право през 6-а съветска армия, с цел да превземе Броди. На 26 юни, пет съветски механизирани корпуса с над 1000 танка предприемат масивна контраатака срещу 1-ва танкова група. Битката е сред най-яростните при нашествието, продължавайки повече от четири дни; в крайна сметка германците вземат надмощие, макар че руснаците нанасят тежки загуби на 1-ва танкова група.
С провала на съветските контраофанзиви, последните значителни съветски танкови сили в Западна Украйна са вкарани в боя и Червената армия възприема отбранителна тактика, фокусирайки се върху стратегическото отстъпление под силен натиск. Съветските ВВС губят 1561 самолета над Киев. Битката е огромна тактическа (Хитлер мисли стратегическа) победа, но тя е привлякла германските сили от ранната офанзива срещу Москва и отлага по-нататъшен прогрес с 11 седмици. Генерал Курт фон Типелскирх отбелязва, „Руснаците наистина загубиха битка, но спечелиха кампанията“.
До края на първата седмица и трите германски групи армии са постигнали значителни успехи. В огромния „чувал“ около Минск и Бялисток обаче руснаците все още се бият; унищожаването на обкръжените в чувала войски коства на германците много жертви, а и много червеноармейци успяват да пробият обкръжението. Жертвите на Червената армия се оценяват на 600 000 убити, ранени, пленени или изчезнали.
Осигурявайки значително превъзходство в танкове и авиация по направленията на главните удари, за двуседмични боеве немците разгромяват главните съветски сили, окупират Прибалтика, Беларус, Западна Украйна, завладяват Вилнюс, Рига, Минск, Лвов, Житомир, излизат на подстъпите към Одеса, Киев и Ленинград и преодоляват половината от разстоянието между полската граница и Москва, превземайки град Витебск.
На някои места Червената армия оказва яростна съпротива – Брест, Минск, Одеса, Киев, Ленинград, Смоленск, – срещу многократно превъзхождащия в жива сила и бойна техника враг. Тежките боеве за Смоленск задържат с повече от 2 месеца настъплението на нацистите. Градът е стратегически разположен в сухопътен коридор между Западна Двина и Днепър, и през него минава най-прекият и удобен път към Москва, без да се налага да се форсират големи водни прегради. Упоритите боеве за Смоленск, както и съпротивата на Киев принуждават Хитлер да отклони 2-ра танкова група на юг за обсада на Киев, забавяйки по този начин атаката на Москва и осигурявайки време за прехвърляне на резерви и изграждане на Московската отбранителна зона.

### Битка за Смоленск (3 юли 1941 – 5 август 1941)
На 3 юли Хитлер най-сетне дава позволение на танковите групи да възобновят придвижването си на изток след като пехотните дивизии са ги настигнали. Дъждовна буря, типична за руското лято, обаче забавя тяхното напредване и руската отбрана успява да им устои. Забавянията дават на руснаците време да организират масивна контраатака срещу Група армии „Център“. Целта на Група армии „Център“ е Смоленск, който е на пътя за Москва. Изправена срещу германците е стара руска отбранителна линия, задържана от шест армии. На 6 юли руснаците нападат 3-та танкова армия със 700 танка. Германците смазват тази контраатака с помощта на съкрушителното си въздушно превъзходство. 2-ра танкова група прекосява р. Днепър и се приближава до Смоленск от юг, а 3-та танкова група, след като отблъсква съветската контраатака, се приближава към Смоленск от север. Хванати в капан между две войскови части на Вермахта са три съветски армии. На 18 юли танковите групи идват до 16 km от затваряне на обкръжението, но капанът не се затваря до 26 юли. Когато танковите групи най-сетне затварят коридора за отстъпление, в обкръжение се оказват 300 000 червеноармейци, но ликвидирането на войските в чувала отнема още 10 дни, през които 100 000 червеноармейци се измъкват, за да застанат на пътя на германците към Москва.
След четириседмична кампания германците осъзнават, че сериозно са подценили съветските сили. Операциите сега са забавени за осигуряване на припаси; забавянето трябва да се използва за адаптиране на стратегията към ситуацията. Хитлер сега вярва, че може да победи руснаците чрез икономически вреди, лишавайки ги от икономическата възможност да продължат войната. Това означава превземане на индустриалния център Харков, Донецкия басейн и петролните полета на Кавказ на юг и бързо превземане на Ленинград, голям център на военна продукция, на север. Той също иска да се свърже с финландците на север.
Федор фон Бок и почти всички генерали, участващи в „Барбароса“, разпалено настояват за продължаване с все сили на похода към Москва. Освен психологическата важност на превземане на столицата на врага, генералите посочват, че Москва е голям център на военната промишленост и център на съветската комуникационна и транспортна система. Освен това, според разузнавателни данни, по-голямата част от Червената армия е разположена при Москва под командването на Семьон Тимошенко за отбрана на столицата. Но Хитлер е непреклонен и издава директна заповед на Гудериан, подминавайки неговия командващ офицер фон Бок, да изпрати танковете на Група армии „Център“ на север и юг, временно прекратявайки похода към Москва.

### Киев и Ленинград (5 август 1941 – 2 октомври 1941)
До средата на юли под Припятските блата германците стигат на няколко километра от Киев. 1-ва танкова група след това отива на юг, докато германската 17-а армия удря на изток и в промеждутъка германците хващат в капан три съветски армии при Уман. Докато германците елиминират чувала, танковете се обръщат на север и прекосяват Днепър. Междувременно 2-ра танкова армия, отделена от Група армии „Център“, е прекосила р. Десна с 2-ра армия на десния фланг. Двете танкови армии хващат в капан четири съветски армии и части от две други.
За последната си атака срещу Ленинград 4-та танкова група е подкрепена с танкове от Група армии „Център“. На 8 август танковете пробиват съветската отбрана; германската 16-а армия атакува на североизток, 18-а армия и естонските партизани разчистват провинцията и напредват до Чудското езеро. До средата на август 4-та танкова група е проникнала до 48 km от Ленинград. Финландците са пробили на югоизток от двете страни на Ладожкото езеро, достигайки старата финландско-съветска граница.
На 9 септември Група армии „Север“ започва последния поход, който я довежда до 11 km от града. Напредването през последните 10 km обаче се оказва много бавно и жертвите нарастват. На този етап Хитлер заповядва Ленинград да не бъде щурмуван, а да бъде оставен да се предаде поради глада. Лишена от своите танкови сили Група армии „Център“ остава статична и е подложена на многобройни съветски контраатаки, особено офанзивата при Елня, в която германците получават първото си голямо тактическо поражение от началото на операцията. Тези атаки връщат вниманието на Хитлер към Група армии „Център“ и нейната атака срещу Москва. Германците заповядват на 3-та и 4-та танкови групи да прекратят своята обсада на Ленинград и да поддържат Група армии „Център“ в похода им към Москва.
Преди да започне атаката срещу Москва трябва да привършат операциите в Киев. Половината Група армии „Център“ е завила на юг, в гръб на киевската позиция, докато Група армии „Юг“ се е придвижила на север от днепърското си предмостие. Обкръжаването на съветските сили в Киев е завършено на 16 септември. Следва жестока битка, в която руснаците са атакувани с танкове, артилерия и бомбардировки от въздуха. В крайна сметка след десет дни жесток бой германците пленяват над 600 000 съветски войници.

### Операция Тайфун (2 октомври – 5 декември 1941)
На 2 октомври 1941 г. започва атаката на Москва от Вермахта, т.нар. операция Тайфун – главната цел на плана „Барбароса“. Операцията се ръководи от фелдмаршал Федор фон Бок. За атаката на Москва Хитлер съсредоточава повече от 1,8 милиона войници, 14 000 оръдия, 1700 танка, 1390 бойни самолета. Всичко 77 дивизии, от които 14 танкови и 8 механизирани. Червената армия разполага с 800 000 бойци, 6800 оръдия и едва 780 танка и 545 самолета. По ирония на съдбата атаката започва при идеални метеорологични условия, въпреки опасенията на германските генерали от суровата руска зима.
Главната цел на съветската отбрана е да се забави и изтощи максимално врага и да му се нанесат възможно най-големи загуби, за да се осигури достатъчно време за сформиране на резерви и подготовка на контранастъпление. За тази цел Москва е превърната в истинска крепост – на далечните и близки подстъпи е изградена мощна и дълбоко ешелонирана отбрана, състояща се от отбранителни линии с повече от 300 km дължина и 200 – 250 km в дълбочина и включваща 8 – 9 отбранителни полоси, разположени в концентрични полукръгове около Москва, както и градски отбранителен пръстен по Садовое Кольцо.
Предните линии на Московската отбранителна зона обаче са сварени неподготвени от фашистката атака, започнала на 30 септември срещу Брянския фронт на Брянското оперативно направление и на 2 октомври срещу Западния фронт на Вяземското направление. В районите на Духовшчина, Шостка и Рославъл Вермахтът съсредоточава силни ударни групировки, а съветското командване не успява да предвиди посоката на главните им удари и да разгърне правилно силите си. Основните сили на Червената армия са разгърнати за отбрана в района на Вязма, по най-прекия път за Москва, а германците нанасят три удара на север и юг, в обход и обхват на главните съветски сили. Бързоподвижните 2-ра, 3-та и 4-та танкова група преодоляват съветската отбрана на Ржевско-Вяземския отбранителен рубеж, отрязват пътя за отстъпление и обкръжават две групи армии в районите на Брянск и Вязма. За изненада на немците обкръжените армии не се предават, а се сражават яростно и самоотвержено, причинявайки големи загуби на врага и задържайки 28 германски дивизии. През това време съветското командване прехвърля допълнителни сили на Московското направление, а на 10 октомври за командващ отбраната на Москва е назначен Георгий Жуков.
В средата на октомври новосформираната 26-а армия с модерни танкове Т-34 нанася мощен контраудар по фланговете на настъпващата 2-ра танкова група в района на Мценск и спира настъплението на германците на река Зуша. Това позволява на 3-та и 13-а армия да се измъкнат от вражеското обкръжение и да заемат позиции на Можайската отбранителна линия. Въпреки героичната съпротива, хитлеристките танкови колони пробиват на няколко места съветската отбрана и на 18 октомври превземат Можайск – последния голям град пред Москва. Дори маршал Жуков признава, че пътят към столицата е открит.
На 19 октомври в Москва е обявено обсадно положение. Създават се 3 дивизии на народното опълчение от всички граждани, годни да носят оръжие. Немобилизираните жители изграждат хиляди километри укрепления, противотанкови ровове, телени заграждения, окопи и огневи точки. Евакуират се държавни учреждения, промишлени предприятия и граждани. Главнокомандващият Сталин остава в града, за да поддържа високия боен дух на защитниците. Немската авиация извършва 5 въздушни нападения над Москва, в които участват общо 2018 самолета, от които 273 са свалени. Изтребителната авиация и противовъздушната отбрана водят напрегната денонощна борба и опазват столицата от големи разрушения.
В средата на ноември, след прегрупиране и попълване на загубите, германците подновяват атаките си. 3-та и 4-та танкова група от север и 2-ра танкова група от юг трябва да пробият отбраната и да обкръжат Москва, срещайки се при град Ногинск източно от столицата. На север хитлеристите превземат Калинин (Твер), Солнечногорск и Красная поляна на по-малко от 26 km от Москва, овладяват Яхрома на 27 – 28 ноември, форсират от движение канала Москва-Волга и заемат стратегически плацдарм на Перемиловските височини на източния бряг на канала. На юг поради яростната съпротива 2-ра танкова група не успява да превземе Тула и заобикаля града от изток, достигайки главната магистрала за Москва при Кашира на 26 ноември.
Обаче хитлеристките войски вече са крайно изтощени от двумесечните ожесточени сражения, не разполагат с никакви резерви и изпитват остър недостиг на горива и боеприпаси. Само от 16 ноември до 5 декември Вермахтът губи 155 хиляди войници, 800 танка, 300 оръдия и 1500 самолета. Напредването на зимата и мощното партизанско движение в тила затрудняват още повече тяхното снабдяване и попълване с резерви. Едва двадесетина германски влака дневно достигат фронта, докато всеки ден в Москва пристигат между 100 и 126 влака с подкрепления, боеприпаси и въоръжение. Съветското командване прехвърля от Сибир и Далечния изток свежи сили, добре екипирани за зимни условия и подготвя мощно контранастъпление.
След неуспеха да обкръжи Москва от юг и север, Вермахтът предприема фронтална атака на 1 декември в района на Наро-Фоминск, която е отразена от Червената армия, а на 4 декември настъплението на германците спира напълно по всички фронтове.
На 5 декември войските на Калининския фронт на север от Москва преминават в контранастъпление, последвани на 6 декември от Западния и Югозападния фронт южно от столицата. Въпреки суровите зимни условия още в първите дни Червената армия пробива отбраната на противника южно от Калинин и северозападно от Москва и освобождава редица населени места, а на 8 декември Хитлер издава заповед за преминаване в отбрана на целия Източен фронт. За да не позволи на врага да прехвърли резерви от други участъци на фронта, съветската армия започва контранастъпление в Донбас и при Ленинград. На 12 декември е освободен Солнечногорск, на 16 декември Калинин, на 26 декември Наро-Фоминск, в началото на януари – Можайск. Освободени са напълно Московска, Тулска и Рязанска и отчасти Калининска, Смоленска и Орловска област. Унищожени са повече от 400 000 души, 1500 танка, 2500 оръдия и повече от 2000 самолета на врага.
За първи път край Москва Червената армия използва масово модерните танкове Т-34 и реактивните установки за залпов огън Катюша.
Въпреки че не успява да разгроми напълно Група армии „Център“, настъплението на Червената армия отхвърля врага на 180 – 250 km от съветската столица и премахва непосредствената заплаха над Москва. Освен това загубите на Групата армии „Център“ са толкова големи, че тя не е в състояние повече да води активни настъпателни действия. Дори след цели две години настъплението на Вермахта на Курската дъга се проваля, защото на северния участък Група армии „Център“ не успява да изпълни задачите си (на южния участък главната съветска отбранителна полоса е пробита, но немските танкове спират настъплението си поради провала на север).
Победата при Москва има огромно политическо и военно-стратегическо значение – за първи път в хода на Втората световна война Червената армия спира настъпателния устрем на хитлеристките танкови армии, развенчава мита за тяхната непобедимост и им нанася голямо поражение. До голяма степен това се дължи и на доставките с оръжие от съюзниците през Мурманск и Каспийско море. Тя бележи и окончателния провал на плана „Барбароса“, падение на военния престиж на Вермахта и Германския Райх. Крахът на Хитлеровата доктрина на Блицкрига поставя Германия пред перспективата на тежка и продължителна война, за каквато тя не е готова, нито има необходимите ресурси. Московската битка предизвестява преминаването на стратегическата инициатива в ръцете на антихитлеристката коалиция.

## Последици
Кулминацията на Операция „Барбароса“ идва, когато на Група армии „Център“, която е най-близо до Москва, но вече изпитва недостиг на припаси, ѝ е наредено да напредне към Москва. Когато на 1 декември 1941 предните части на 38-и Панцерен пионерски батальон на 2-ра танкова дивизия (38PzPi.Abtl.) (бронирани инженери) достигат железопътната линия на град Лобня, на 16 km от Москва, те виждат в далечината кулите на Кремъл. В последвалата битка при Москва обаче съветските войски, добре запасени и подсилени със свежи дивизии от Сибир, отблъскват германците с напредването на зимата. Без подслон, с малко припаси, неадекватно зимно облекло, хроничен недостиг на храна, германците нямат друг избор освен да спрат сред замразената пустош. Те избягват разгрома, но дават много жертви не само в боевете, но и поради студа.
Операция „Барбароса“ обаче нанася големи вреди на руснаците. Въпреки че германците не успяват да превземат Москва, те са завзели огромни области в западните части на Съветския съюз, включително целите днешни Беларус, Украйна и Балтийските страни, плюс част от Подмосковието, западно от Москва. Германците са напреднали 1690 km и поддържат фронт с линейна дължина от 3100 km. В края на 1941 г. германците владеят територия от 1 300 000 km2 с население от над 75 милиона души и превземат още 650 000 km2, преди да бъдат принудени да отстъпят при Сталинград и Курск. Окупацията на Вермахта е брутална според директивите на Хитлер, който цели да германизира завладените територии. Това настройва населението враждебно и антигерманските партизански операции се засилват, макар че в някои области (като Украйна) някои местни жители са готови да считат германците за освободители, помагайки им да се отърват от Сталин.
Войната на Източния фронт продължава четири години. Според оценка от 1994 г. съветските военни жертви са 8,7 милиона загинали в бой или в плен. Но на 14 февруари 2017 година в руската Държавна дума официално са обявени данни от разсекретени документи, според които загиналите Съветски военнослужещи са били над 19 милиона души. Съветското опълчение е на практика напълно изтребено, като от 2,5 милиона негови бойци остават живи най-много 15 хиляди души - 0,6% от общата численост, при това всички оцелели се превръщат в инвалиди в различна степен, подобно на над 5 милиона съветски войници. Най-скорошната и германска оценка (Rüdiger Overmans) за германските жертви заключава, че в бой или съветски плен загиват около 4,3 милиона германци и 900 000 войници на Оста. Той дава и най-голямата съществуваща оценка за германските военни жертви като цяло  - 5,3 милиона. Операция „Барбароса“ е най-смъртоносната и водещата се на най-голяма площ военна операция в световната история.
Със загубата на битката при Москва всички германски планове за бърза победа над Съветския съюз трябва да се преразгледат. Германците започват друга голямомащабна офанзива през лятото на 1942, наречена Операция Блау, насочена към петролните полета на Баку. Те отново успяват да превземат огромни територии, но в крайна сметка не успяват да постигнат крайните си цели поради поражението при Сталинград. Съветската икономика произвежда повече от германската, която не е готова за война на изтощение. Последната германска офанзива през лятото на 1943 в битката при Курск също се проваля. След три години на постоянна война германците са изтощени и руснаците решително ги побеждават през лятото на 1944 г. с Операция Багратион. Това води до поредица съветски победи, които изтласкват германците обратно до Берлин за една година, водейки до капитулацията на Германия на 8 (9) май 1945.